# 张孝准
张孝准（1881年—1925年），字闰农、韵农，号运隆，湖南长沙县沙坪乡赖家屋场人，中華民國政治人物。
光緒二十七年，赴日本陸軍士官學校學習，與蒋方震、蔡锷為同學，后加入同盟會。之後回國，經徐世昌舉薦，赴德國柏林大學留學。宣統三年，回國參加辛亥革命，輔佐黃興、李書城等人，成立國民革命軍第八師，并參加討袁戰爭。民國十三年，因飲酒過度身亡。